# 강준치
강준치(영어: lake skygazer, 학명: Erythroculter hypselonotus 에뤼트로쿨테르 휘프셀로노투스[*])는 잉어과에 속하는 담수어이자 강준치속의 유일종이다. 우레기, 변대라고도 하며 한자로는 백어(白魚)라고도 한다.

## 특징
몸 빛깔은 은백색 내지는 청백색이며, 생김새는 준치와 비슷하게 생겼으나 준치과에 속하지 않는다. 한국에 있는 개체는 대체적으로 80cm를 넘지 않지만 중국의 개체는 1m가 넘는 것도 있다. 몸은 길쭉하며 납작하고 배 밑부분에는 돌기가 많다. 수서곤충, 소형 갑각류, 타 어종의 치어 등을 먹이로 삼으며, 큰 강이나 호수 등 물이 깊은 곳에서 주로 서식하며 3급수에서도 생활할 수 있다. 산란기는 3~7월이다. 일본을 제외한 동아시아 전반에 고루 분포한다.